# يوحنا لانغ
يوحنا لانغ (بالإنجليزية: John Lang)‏ (16 أغسطس 1881 في المملكة المتحدة - 1 سبتمبر 1934 في المملكة المتحدة) هو لاعب كرة قدم بريطاني (وحمل سابقاً جنسية المملكة المتحدة لبريطانيا العظمى وأيرلندا) في مركز الهجوم. لعب مع شيفيلد يونايتد وليستر سيتي ونادي بارنسلي ودنابي يونايتد.